# Atnarko River
Der Atnarko River ist der rechte Quellfluss des Bella Coola River in der kanadischen Provinz British Columbia.

## Flusslauf
Der Atnarko River hat seinen Ursprung im Charlotte Lake. Er fließt überwiegend in westlicher Richtung für etwa 75 km, bis er auf den Talchako River trifft und mit diesem gemeinsam den Bella Coola River bildet. Über weite Strecken seines Flusslaufs befindet sich der Fluss im Tweedsmuir Provincial Park.
Der British Columbia Highway 20 verläuft entlang den unteren 19 km des Atnarko River nach Stuie.
Der Atnarko River hat den Status eines British Columbia Heritage River.